# 6 Heures de Spa 2017
Navigation
Édition précédente Édition suivante
Les 6 Heures de Spa 2017 sont la 37e édition de l'épreuve et la 2e manche du calendrier du Championnat du monde d'endurance FIA 2017, elles se déroulent le 6 mai 2017. L'édition est remportée par l'équipe Toyota Gazoo Racing avec la Toyota no 8, à la suite d'une course à nombreux rebondissements.

## Circuit

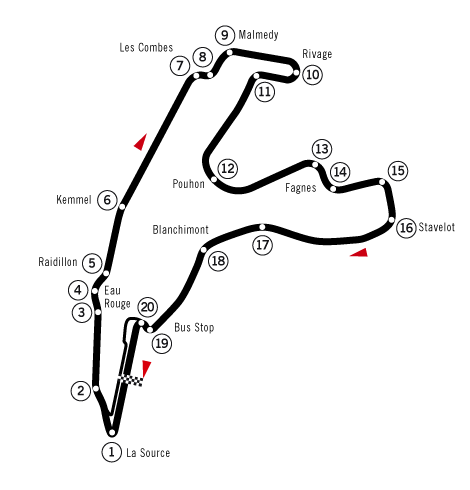
Le Circuit de Spa-Francorchamps, cadre des 6 Heures de Spa 2017.

Les 6 Heures de Spa 2017 se déroulent sur le Circuit de Spa-Francorchamps en Belgique, surnommé Le toboggan des Ardennes, en raison de son important dénivelé et de la présence de nombreuses courbes rapides. Certains de ses virages sont célèbres, comme l'Eau Rouge, Pouhon ou encore Blanchimont. Il est également caractérisé par de longues pleines charges, dues au fait que le tracé mesure plus de 7 km. Ce circuit est célèbre car il accueille la Formule 1 et qu'il est très ancré dans la compétition automobile.

## Qualifications
La pole position est réalisée par la Porsche no 1 (Jani/Lotterer/Tandy) en 1 min 54 s 097 devant les Toyota no 7 et no 9.
Voici le classement officiel au terme des qualifications. Les premiers de chaque catégorie sont signalés par un fond jauni.
| Pos | Classe    | Équipe                           | Temps moyen    | Écart     | Grille |
| --- | --------- | -------------------------------- | -------------- | --------- | ------ |
| 1   | LMP1      | No. 1 Porsche LMP Team           | 1 min 54 s 097 | —         | 1      |
| 2   | LMP1      | No. 7 Toyota Gazoo Racing        | 1 min 54 s 693 | +0 s 596  | 2      |
| 3   | LMP1      | No. 9 Toyota Gazoo Racing        | 1 min 54 s 701 | +0 s 604  | 3      |
| 4   | LMP1      | No. 8 Toyota Gazoo Racing        | 1 min 54 s 907 | +0 s 810  | 4      |
| 5   | LMP1      | No. 2 Porsche LMP Team           | 1 min 55 s 440 | +1 s 343  | 5      |
| 6   | LMP2      | No. 26 G-Drive Racing            | 2 min 02 s 601 | +8 s 504  | 6      |
| 7   | LMP2      | No. 36 Signatech Alpine Matmut   | 2 min 02 s 624 | +8 s 527  | 7      |
| 8   | LMP2      | No. 35 Signatech Alpine Matmut   | 2 min 02 s 629 | +8 s 532  | 8      |
| 9   | LMP2      | No. 24 CEFC Manor TRS Racing     | 2 min 02 s 632 | +8 s 535  | 9      |
| 10  | LMP2      | No. 13 Vaillante Rebellion       | 2 min 03 s 619 | +9 s 522  | 10     |
| 11  | LMP1      | No. 4 ByKolles Racing            | 2 min 03 s 827 | +9 s 730  | 11     |
| 12  | LMP2      | No. 34 Tockwith Motorsports      | 2 min 04 s 176 | +10 s 079 | 12     |
| 13  | LMP2      | No. 28 TDS Racing                | 2 min 05 s 058 | +10 s 961 | 13     |
| 14  | LMP2      | No. 37 Jackie Chan DC Racing     | 2 min 05 s 421 | +11 s 324 | 14     |
| 15  | LMP2      | No. 31 Vaillante Rebellion       | 2 min 05 s 614 | +11 s 517 | 15     |
| 16  | LMP2      | No. 38 Jackie Chan DC Racing     | 2 min 14 s 220 | +20 s 123 | 16     |
| 17  | LMGTE Pro | No. 71 AF Corse                  | 2 min 15 s 017 | +20 s 920 | 17     |
| 18  | LMGTE Pro | No. 66 Ford Chip Ganassi Team UK | 2 min 15 s 418 | +21 s 321 | 18     |
| 19  | LMGTE Pro | No. 67 Ford Chip Ganassi Team UK | 2 min 15 s 565 | +21 s 468 | 19     |
| 20  | LMGTE Pro | No. 51 AF Corse                  | 2 min 15 s 765 | +21 s 668 | 20     |
| 21  | LMGTE Pro | No. 91 Porsche GT Team           | 2 min 16 s 862 | +22 s 765 | 21     |
| 22  | LMGTE Pro | No. 92 Porsche GT Team           | 2 min 17 s 010 | +22 s 913 | 22     |
| 23  | LMGTE Pro | No. 95 Aston Martin Racing       | 2 min 17 s 156 | +23 s 059 | 23     |
| 24  | LMGTE Pro | No. 97 Aston Martin Racing       | 2 min 17 s 640 | +23 s 543 | 24     |
| 25  | LMGTE Am  | No. 98 Aston Martin Racing       | 2 min 18 s 659 | +24 s 562 | 25     |
| 26  | LMGTE Am  | No. 77 Dempsey-Proton Racing     | 2 min 19 s 065 | +24 s 968 | 26     |
| 27  | LMGTE Am  | No. 54 Spirit of Race            | 2 min 19 s 658 | +25 s 561 | 27     |
| 28  | LMGTE Am  | No. 61 Clearwater Racing         | 2 min 20 s 915 | +26 s 818 | 28     |
| 29  | LMGTE Am  | No. 86 Gulf Racing               | 2 min 22 s 120 | +28 s 023 | 29     |
| 30  | LMP2      | No. 25 CEFC Manor TRS Racing     | Pas de temps   | —         | 30     |

## Résultats
Voici le classement officiel au terme de la course.
- Les vainqueurs de chaque catégorie sont signalés par un fond jauni.
- Pour la colonne Pneus, il faut passer le curseur au-dessus du modèle pour connaître le manufacturier de pneumatiques.

| Pos | Classe    | no | Équipe                    | Pilotes                                                   | Châssis                       | Pneus | Tours | Temps               |
| Pos | Classe    | no | Équipe                    | Pilotes                                                   | Moteur                        | Pneus | Tours | Temps               |
| --- | --------- | -- | ------------------------- | --------------------------------------------------------- | ----------------------------- | ----- | ----- | ------------------- |
| 1   | LMP1      | 8  | Toyota Gazoo Racing       | Anthony Davidson Sébastien Buemi Kazuki Nakajima          | Toyota TS050 Hybrid           | M     | 173   | 6 h 00 min 11 s 490 |
| 1   | LMP1      | 8  | Toyota Gazoo Racing       | Anthony Davidson Sébastien Buemi Kazuki Nakajima          | Toyota 2.4 L Turbo V6         | M     | 173   | 6 h 00 min 11 s 490 |
| 2   | LMP1      | 7  | Toyota Gazoo Racing       | Mike Conway Kamui Kobayashi                               | Toyota TS050 Hybrid           | M     | 173   | +1 s 992            |
| 2   | LMP1      | 7  | Toyota Gazoo Racing       | Mike Conway Kamui Kobayashi                               | Toyota 2.4 L Turbo V6         | M     | 173   | +1 s 992            |
| 3   | LMP1      | 2  | Porsche LMP Team          | Timo Bernhard Earl Bamber Brendon Hartley                 | Porsche 919 Hybrid            | M     | 173   | +35 s 283           |
| 3   | LMP1      | 2  | Porsche LMP Team          | Timo Bernhard Earl Bamber Brendon Hartley                 | Porsche 2.0 L Turbo V4        | M     | 173   | +35 s 283           |
| 4   | LMP1      | 1  | Porsche LMP Team          | Neel Jani Nick Tandy André Lotterer                       | Porsche 919 Hybrid            | M     | 173   | +1 min 25 s 438     |
| 4   | LMP1      | 1  | Porsche LMP Team          | Neel Jani Nick Tandy André Lotterer                       | Porsche 2.0 L Turbo V4        | M     | 173   | +1 min 25 s 438     |
| 5   | LMP1      | 9  | Toyota Gazoo Racing       | Stéphane Sarrazin Yuji Kunimoto Nicolas Lapierre          | Toyota TS050 Hybrid           | M     | 171   | +2 tours            |
| 5   | LMP1      | 9  | Toyota Gazoo Racing       | Stéphane Sarrazin Yuji Kunimoto Nicolas Lapierre          | Toyota 2.4 L Turbo V6         | M     | 171   | +2 tours            |
| 6   | LMP1      | 4  | ByKolles Racing           | Oliver Webb Dominik Kraihamer James Rossiter              | ENSO CLM P1/01                | M     | 161   | +12 tours           |
| 6   | LMP1      | 4  | ByKolles Racing           | Oliver Webb Dominik Kraihamer James Rossiter              | Nismo VRX30A 3.0 L Turbo V6   | M     | 161   | +12 tours           |
| 7   | LMP2      | 26 | G-Drive Racing            | Roman Rusinov Pierre Thiriet Alex Lynn                    | Oreca 07                      | D     | 160   | +13 tours           |
| 7   | LMP2      | 26 | G-Drive Racing            | Roman Rusinov Pierre Thiriet Alex Lynn                    | Gibson GK428 4.2 L V8         | D     | 160   | +13 tours           |
| 8   | LMP2      | 31 | Vaillante Rebellion       | Julien Canal Nicolas Prost Bruno Senna                    | Oreca 07                      | D     | 160   | +13 tours           |
| 8   | LMP2      | 31 | Vaillante Rebellion       | Julien Canal Nicolas Prost Bruno Senna                    | Gibson GK428 4.2 L V8         | D     | 160   | +13 tours           |
| 9   | LMP2      | 38 | Jackie Chan DC Racing     | Ho-Pin Tung Oliver Jarvis Thomas Laurent                  | Oreca 07                      | D     | 160   | +13 tours           |
| 9   | LMP2      | 38 | Jackie Chan DC Racing     | Ho-Pin Tung Oliver Jarvis Thomas Laurent                  | Gibson GK428 4.2 L V8         | D     | 160   | +13 tours           |
| 10  | LMP2      | 13 | Vaillante Rebellion       | Mathias Beche David Heinemeier Hansson Nelson Piquet, Jr. | Oreca 07                      | D     | 159   | +14 tours           |
| 10  | LMP2      | 13 | Vaillante Rebellion       | Mathias Beche David Heinemeier Hansson Nelson Piquet, Jr. | Gibson GK428 4.2 L V8         | D     | 159   | +14 tours           |
| 11  | LMP2      | 36 | Signatech Alpine Matmut   | Romain Dumas Gustavo Menezes Matthew Rao                  | Alpine A470                   | D     | 159   | +14 tours           |
| 11  | LMP2      | 36 | Signatech Alpine Matmut   | Romain Dumas Gustavo Menezes Matthew Rao                  | Gibson GK428 4.2 L V8         | D     | 159   | +14 tours           |
| 12  | LMP2      | 35 | Signatech Alpine Matmut   | Pierre Ragues André Negrão Nelson Panciatici              | Alpine A470                   | D     | 158   | +15 tours           |
| 12  | LMP2      | 35 | Signatech Alpine Matmut   | Pierre Ragues André Negrão Nelson Panciatici              | Gibson GK428 4.2 L V8         | D     | 158   | +15 tours           |
| 13  | LMP2      | 24 | CEFC Manor TRS Racing     | Tor Graves Jonathan Hirschi Jean-Éric Vergne              | Oreca 07                      | D     | 158   | +15 tours           |
| 13  | LMP2      | 24 | CEFC Manor TRS Racing     | Tor Graves Jonathan Hirschi Jean-Éric Vergne              | Gibson GK428 4.2 L V8         | D     | 158   | +15 tours           |
| 14  | LMP2      | 25 | CEFC Manor TRS Racing     | Roberto González Simon Trummer Vitaly Petrov              | Oreca 07                      | D     | 158   | +15 tours           |
| 14  | LMP2      | 25 | CEFC Manor TRS Racing     | Roberto González Simon Trummer Vitaly Petrov              | Gibson GK428 4.2 L V8         | D     | 158   | +15 tours           |
| 15  | LMP2      | 28 | TDS Racing                | François Perrodo Ben Hanley Emmanuel Collard              | Oreca 07                      | D     | 158   | +15 tours           |
| 15  | LMP2      | 28 | TDS Racing                | François Perrodo Ben Hanley Emmanuel Collard              | Gibson GK428 4.2 L V8         | D     | 158   | +15 tours           |
| 16  | LMP2      | 37 | Jackie Chan DC Racing     | David Cheng Alex Brundle Tristan Gommendy                 | Oreca 07                      | D     | 156   | +17 tours           |
| 16  | LMP2      | 37 | Jackie Chan DC Racing     | David Cheng Alex Brundle Tristan Gommendy                 | Gibson GK428 4.2 L V8         | D     | 156   | +17 tours           |
| 17  | LMGTE Pro | 71 | AF Corse                  | Davide Rigon Sam Bird                                     | Ferrari 488 GTE               | M     | 151   | +22 tours           |
| 17  | LMGTE Pro | 71 | AF Corse                  | Davide Rigon Sam Bird                                     | Ferrari F154CB 3.9 L Turbo V8 | M     | 151   | +22 tours           |
| 18  | LMGTE Pro | 51 | AF Corse                  | James Calado Alessandro Pier Guidi                        | Ferrari 488 GTE               | M     | 150   | +23 tours           |
| 18  | LMGTE Pro | 51 | AF Corse                  | James Calado Alessandro Pier Guidi                        | Ferrari F154CB 3.9 L Turbo V8 | M     | 150   | +23 tours           |
| 19  | LMGTE Pro | 66 | Ford Chip Ganassi Team UK | Stefan Mücke Olivier Pla Billy Johnson                    | Ford GT                       | M     | 150   | +23 tours           |
| 19  | LMGTE Pro | 66 | Ford Chip Ganassi Team UK | Stefan Mücke Olivier Pla Billy Johnson                    | Ford EcoBoost 3.5 L Turbo V6  | M     | 150   | +23 tours           |
| 20  | LMGTE Pro | 67 | Ford Chip Ganassi Team UK | Andy Priaulx Harry Tincknell Pipo Derani                  | Ford GT                       | M     | 150   | +23 tours           |
| 20  | LMGTE Pro | 67 | Ford Chip Ganassi Team UK | Andy Priaulx Harry Tincknell Pipo Derani                  | Ford EcoBoost 3.5 L Turbo V6  | M     | 150   | +23 tours           |
| 21  | LMGTE Pro | 91 | Porsche GT Team           | Richard Lietz Frédéric Makowiecki                         | Porsche 911 RSR               | M     | 149   | +24 tours           |
| 21  | LMGTE Pro | 91 | Porsche GT Team           | Richard Lietz Frédéric Makowiecki                         | Porsche 4.0 L Flat-6          | M     | 149   | +24 tours           |
| 22  | LMGTE Pro | 92 | Porsche GT Team           | Michael Christensen Kévin Estre                           | Porsche 911 RSR               | M     | 149   | +24 tours           |
| 22  | LMGTE Pro | 92 | Porsche GT Team           | Michael Christensen Kévin Estre                           | Porsche 4.0 L Flat-6          | M     | 149   | +24 tours           |
| 23  | LMGTE Pro | 97 | Aston Martin Racing       | Darren Turner Jonathan Adam Daniel Serra                  | Aston Martin V8 Vantage GTE   | D     | 148   | +25 tours           |
| 23  | LMGTE Pro | 97 | Aston Martin Racing       | Darren Turner Jonathan Adam Daniel Serra                  | Aston Martin 4.5 L V8         | D     | 148   | +25 tours           |
| 24  | LMGTE Pro | 95 | Aston Martin Racing       | Nicki Thiim Marco Sørensen Richie Stanaway                | Aston Martin V8 Vantage GTE   | D     | 148   | +25 tours           |
| 24  | LMGTE Pro | 95 | Aston Martin Racing       | Nicki Thiim Marco Sørensen Richie Stanaway                | Aston Martin 4.5 L V8         | D     | 148   | +25 tours           |
| 25  | LMGTE Am  | 98 | Aston Martin Racing       | Paul Dalla Lana Pedro Lamy Mathias Lauda                  | Aston Martin V8 Vantage GTE   | D     | 146   | +27 tours           |
| 25  | LMGTE Am  | 98 | Aston Martin Racing       | Paul Dalla Lana Pedro Lamy Mathias Lauda                  | Aston Martin 4.5 L V8         | D     | 146   | +27 tours           |
| 26  | LMGTE Am  | 77 | Dempsey-Proton Racing     | Christian Ried Matteo Cairoli Marvin Dienst               | Porsche 911 RSR (991)         | D     | 146   | +27 tours           |
| 26  | LMGTE Am  | 77 | Dempsey-Proton Racing     | Christian Ried Matteo Cairoli Marvin Dienst               | Porsche 4.0 L Flat-6          | D     | 146   | +27 tours           |
| 27  | LMGTE Am  | 61 | Clearwater Racing         | Weng Sun Mok Keita Sawa Matt Griffin                      | Ferrari 488 GTE               | M     | 145   | +28 tours           |
| 27  | LMGTE Am  | 61 | Clearwater Racing         | Weng Sun Mok Keita Sawa Matt Griffin                      | Ferrari F154CB 3.9 L Turbo V8 | M     | 145   | +28 tours           |
| 28  | LMGTE Am  | 54 | Spirit of Race            | Thomas Flohr Francesco Castellacci Miguel Molina          | Ferrari 488 GTE               | M     | 144   | +29 tours           |
| 28  | LMGTE Am  | 54 | Spirit of Race            | Thomas Flohr Francesco Castellacci Miguel Molina          | Ferrari F154CB 3.9 L Turbo V8 | M     | 144   | +29 tours           |
| Abd | LMP2      | 34 | Tockwith Motorsports      | Nigel Moore Philip Hanson Karun Chandhok                  | Ligier JS P217                | D     | 151   |                     |
| Abd | LMP2      | 34 | Tockwith Motorsports      | Nigel Moore Philip Hanson Karun Chandhok                  | Gibson GK428 4.2 L V8         | D     | 151   |                     |
| Abd | LMGTE Am  | 86 | Gulf Racing               | Michael Wainwright Ben Barker Nick Foster                 | Porsche 911 RSR (991)         | D     | 76    | Collison            |
| Abd | LMGTE Am  | 86 | Gulf Racing               | Michael Wainwright Ben Barker Nick Foster                 | Porsche 4.0 L Flat-6          | D     | 76    | Collison            |